# 遠州木綿
遠州綿紬（えんしゅうめんつむぎ）は、静岡県西部遠州地方の伝統生地である。

## 特徴
- 8つの独立した工程がすべて浜松の中にあり、昔と変わらない生産が行われている。
- 永い歴史の中で培われてきた100柄以上の綿は、懐かしくも新しく感じるデザイン。
- 高温多湿の風土の中で改良された、使うほどに馴染む風合いと色合い日本色。

## 歴史
浜松市三ヶ日町にある初生衣(うぶぎぬ)神社は、織姫様が祀られている。伊勢神宮に納める絹織物を織った天棚機姫命(アメノタナバタヒメミコト)である。浜松地域では綿花の栽培に適した風土を活かし、綿織物が発達した。
江戸末期から明治初期にかけて遠州縞の生産を事業化したのは、浜松の女性企業家の小山みいである。小山みいは、遠州縞の量産、品質管理などに取り組んだ。また販売に関わったのは木俣くらという女性である。
女性たちの活躍により発展した事業は、その後静岡県湖西市出身のトヨタ創業者、日本の発明王「豊田佐吉」の自動織機によって大きく発展した。浜松地域は日本有数の繊維産業の集積となり、その技術は楽器・オートバイ・自動車産業につながっていった。
遠州綿紬は、浜松地域のモノづくりの原点、活力の源の一つと言われている。遠州地域の木綿の織物は、大きく発展し1970年代まで発展したが、その後化学繊維の普及、海外生産へのシフトにより、衰えていった。

## 遠州綿紬がつなぐネットワーク
21世紀になって生産量が衰退していた「遠州綿紬（めんつむぎ）」。その魅力は様々な人たちをつないでいった。
遠州綿紬（遠州縞）という名は聞かれなくなっても、そのデザインや素材感に惹かれたデザイナーや消費者、そして作り手と販売会社が同じ思いでネットワークされ、伝統を活かしつつ現代によみがえらせようと取り組む人たちが登場した。
『遠州縞プロジェクト』と名付けられた取り組みは、繊維業界の方々だけではない多様な立場の人たちが知恵を出し汗を流し、遠州木綿を新しい時代にあった商品展開が始まった。このプロジェクトの取り組みは、2007年グッドデザインしずおか大賞 (県知事賞)受賞、2007はままつビジネスコンテスト最優秀賞を受賞、また浜松地域ブランドのやらまいか浜松に認定という形で評価された。